# إنريكي توريس
إنريكي توريس (بالإنجليزية: Enrique Torres) هو مصارع محترف أمريكي، ولد في 25 يوليو 1922 في سانتا آنا في الولايات المتحدة، وتوفي في 10 سبتمبر 2007 في كالغاري في كندا.

## روابط خارجية
- إنريكي توريس على موقع CageMatch worker (الإنجليزية)